# Conringia clavata
Conringia clavata är en korsblommig växtart som beskrevs av Pierre Edmond Boissier. Conringia clavata ingår i släktet kåltravar, och familjen korsblommiga växter. Inga underarter finns listade i Catalogue of Life.